# サイモン・ドナルドソン
サイモン・ドナルドソン（Simon Kirwan Donaldson, 1957年8月20日 - ）は、イギリスの数学者。専門は代数幾何学、微分幾何学、大域解析学。
ケンブリッジ生まれ。ケンブリッジ大学とオックスフォード大学で数学を学ぶ。プリンストン高等研究所、オックスフォード大学を経て、現在インペリアル・カレッジ・ロンドン教授。マイケル・アティヤとナイジェル・ヒッチンの弟子。
1982年に四次元ユークリッド空間において異種微分構造が存在することを、Yang-Millsゲージ理論を用いて示し、当時の数学界に衝撃を与えた。この業績により1986年にフィールズ賞を受賞した。1986年王立協会フェロー選出。

## 受賞歴
- 1985年 - ロンドン数学会 ホワイトヘッド賞
- 1986年 - ICM フィールズ賞
- 1992年 - ロンドン王立協会 ロイヤル・メダル
- 1994年 - スウェーデン王立アカデミー クラフォード賞
- 1999年 - ポリヤ賞
- 2006年 - キング・ファイサル国際賞科学部門
- 2007年 - ショウ賞[1]
- 2008年 - フレデリック・エッサー・ネンマーズ数学賞
- 2014年 - 数学ブレイクスルー賞
- 2020年 - ウルフ賞数学部門